# 주연 (연기)
주연(主演)은  영화 · 연극 등에서 주요 역을 연기하는 배우이다.
주연이라는 단어는 작품에서 가장 큰 역할을 의미할 수도 있고, 주연 배우는 일반적으로 그러한 역할을 수행하는 사람이나 존경받는 작품을 가진 배우를 의미할 수도 있다. 일부 배우는 주연으로 캐스팅되었지만 대부분은 일부 공연에서는 주연을 맡고 다른 공연에서는 조연 또는 캐릭터 역할을 수행한다.
때로는 드라마틱한 작품에 중요한 주연이 한 명 이상 있고, 배우들이 공동 주연을 맡는다고 한다. 큰 조연은 보조 주연으로 간주될 수 있다. 연기 부문 후보 지명에는 이러한 모호함이 반영되는 경우가 많다. 따라서 동일한 공연 작품에 출연한 두 배우가 오스카 남우주연상이나 여우주연상 후보에 오르는 경우가 있다. 이는 전통적으로 주연에게만 주어지는 부문이다. 예를 들어, 1935년 클라크 게이블, 찰스 로튼 및 프랑쇼 톤은 각각 "Mutiny on the Bounty"라는 작품으로 아카데미 남우주연상 후보에 올랐다. 특정 공연이 남우주연상/여배우 부문에 후보로 지명되어야 하는지, 아니면 남우조연상/여배우 부문에 후보로 지명되어야 하는지에 대한 논란도 있을 수 있다. 예를 들어, 대부(The Godfather)의 알 파치노(Al Pacino)는 아카데미 남우조연상 후보에 오른 것에 모욕을 당했기 때문에 제45회 아카데미 시상식을 보이콧했다. 그는 공동 출연자이자 남우주연상 수상자 말론 브란도보다 자신이 더 많은 스크린 타임을 갖고 있으므로 아카데미상 남우주연상 후보에 올랐어야 했다고 언급했다.
타이틀 역할이 주연인 경우가 많지만 반드시 주연일 필요는 없다. 또한 주연은 주연과 구별되어야 한다. 즉, 배우가 주연의 일부로 인정되지만 반드시 주인공을 연기하는 것은 아니다.

## 배우
주연 배우로는 기본적으로 상응하는 경력과 고급 연기 능력이 요구되는데, 지명도와 인기만을 바탕으로 주연으로 기용하는 경우도 많이 볼 수 있다. 작품과 배우 쌍방으로 화제성을 높이려고 의도되는 경우도 있다.

## 같이 보기
- 조역
- 단역
- 캐스팅